# Acer undulatum
Acer undulatum är en kinesträdsväxtart som beskrevs av Antonina Ivanovna Pojarkova. Acer undulatum ingår i släktet lönnar, och familjen kinesträdsväxter. Inga underarter finns listade i Catalogue of Life.